# نورعلی الهی
نورعلی الهی (استاد الهی) (۱۹ شهریور ۱۲۷۴–۲۷ مهر ۱۳۵۳) عارف، فیلسوف، قاضی و موسیقی‌دان بود. او غالب زندگانی خود را صرف تحقیق در مسائل متافیزیک مانند کاربردهای عملی بعد عرفانی و اخلاقی دین در اجتماع و مطالعه در الهیات و فلسفه نمود.

## دوران کودکی و جوانی
نورعلی الهی در ۱۹ شهریور ۱۲۷۴ شمسی در روستای جیحون‌آباد، در نزدیکی کوه بیستون، واقع در استان کرمانشاهان متولد شد. پدرش حاج نعمت‌الله جیحون‌آبادی (۱۲۹۸–۱۲۵۰ شمسی)، نویسنده، شاعری عارف و یکی از شخصیت‌های برجستهٔ مرام اهل حق است.
وی، دوران کودکی و نوجوانی را نزد پدرش به روزه و ریاضت، عبادت، مراقبه و تجربیات معنوی گذراند و به موازات آن به موسیقی و آموختن دروس ظاهری مرسوم آن زمان که بیشتر در زمینه الهیات و اخلاق بود پرداخت. در این دوران بود که پایه و اساس مشرب فکری، فلسفی و معنوی او شکل گرفت.
چند سال پس از درگذشت پدر (۱۲۹۸ شمسی)، به این نتیجه رسید که دوران معنویت سنتی به پایان رسیده و پیشرفت معنویت را دیگر نمی‌توان در آرامش و سکون انزوا و ریاضت جستجو کرد. وی معتقد بود که معنویت را باید در یک زندگی اجتماعی تجربه کرد؛ لذا در سن بیست و چهار سالگی، موقعیت ممتاز معنوی و اجتماعی‌اش را کنار گذاشت، تا اصول اخلاقی خود را در بوته آزمایش اجتماع قرار دهد و به این ترتیب از سنت‌های دیرینه که می‌توانست او را مادام‌العمر اسیر تفکر صرف کند، فاصله گرفت.
از این رو سفرهایی به تهران و دیگر مناطق نمود، محاسن و گیسوان خود را که نمادی از عرفان سنتی بود کوتاه کرد، جامه روحانی سنتی را کنار گذارد و وارد اجتماع شد. ابتدا با استقرار در تهران، وارد خدمت دولتی در اداره ثبت شد. بدین‌ترتیب به خواست خودش یک کارمند گمنام دولتی شد و در پایین‌ترین سطح یک دیوان‌سالاری گسترده، شروع به کار کرد.

## دوران قضاوت
پس از سال ۱۳۰۵ رضا شاه تشکیلات قضایی را تغییر داد و تسهیلات جدیدی برای آموزش و استخدام قضات به وجود آورد. نورعلی الهی هنگامی دوره کلاس قضایی را آغاز کرد، که تنها شش ماه به پایان دوره سه ساله باقی‌مانده بود. او با استفاده از دانش قبلی و پشتکار، امتحانات پایانی دوره قضایی را در سال ۱۳۱۲ با موفقیت گذراند.
با گذراندن دوره عالی قضایی، وارد دادگستری شد و نزدیک به سی سال مدارج بین کفالت دادگاه بخش تا ریاست دادگستری، دادستانی و ریاست دادگاه جنایی را که بالاترین رتبه در رشتهٔ قضایی است، سپری کرد. از ۲۰ دی ۱۳۲۴ تا ۳۰ شهریور ۱۳۲۶ دادستان قم بود.
الهی در سال ۱۳۳۶ در سن ۶۲ سالگی به در خواست خود، بازنشسته و در تهران ساکن شد. او در کنار کار قضاوت در مناطق مختلف و گاه دورافتاده، به پژوهش در الهیات، فلسفه، حکمت و عرفان ادامه داد و همواره در راه تطبیق اندیشه‌اش با موازین دینی، اخلاقی، علمی و فرهنگی کوشا بود. از جمله، در سال‌های ۱۳۳۰ تا ۱۳۳۴ شمسی که در دادگستری تهران کار می‌کرد به‌طور معمول در جلسات درس و بحث مدرسهٔ علوم دینی مروی شرکت می‌کرد و در بحث و فحص‌های آنان نیز مشارکت می‌نمود.
وی دربارهٔ تأثیر دوران اشتغال به قضاوت در مشی معنوی‌اش می‌گوید: «ریاضت‌هایی که قبل از ورودم به اداره کشیدم، هر دوازده سال آن به اندازهٔ یک سال در اداره بودن اجر نداشت.»

## فلسفه و تعلیمات
فلسفه و تعلیمات متافیزیک نورعلی الهی مبتنی است بر سوالاتی دربارهٔ منشأ و طبیعت انسان، جایگاه او در عالم هستی و سرنوشت نهایی‌اش. در جهان‌بینی او، بعد معنوی انسان، اهمیتی اساسی دارد. او همواره می‌کوشید تا انسان را با بعد معنوی‌اش آشنا سازد و اهمیت حفظ تعادل میان دو بعد مادی و معنوی را یادآور شود.
وی معتقد است «دین»، به معنای وسیعش، جوهر تمامی ادیان الهی است که در حقیقت، خود «علمی» است دقیق، مبتنی بر مشاهدات و ادراکات عینی، منسجم و تجربی که بدین تعبیر امری است جهانی و مستقل از هر گونه آیین خاص و جدا از عوامل تاریخی یا فرهنگی.
همچنین او معتقد است، تفاوت‌های میان ادیان الهی صرفاً ظاهری و در مورد مسائل فرعی است و انسان می‌تواند به کمک وجوه اصلی و عالم‌گیر دین، پی به سرنوشت حقیقی خود ببرد و به وجود معنوی خود دست یابد.
او معتقد است «معنویت» عبارت است از برقراری تعادل در تمامی امور. تعادلی که می‌بایست در بطن یک زندگی فعال به‌دست‌آورد، زیرا فقط در اجتماع است که انسان می‌تواند فطرت واقعی خود را بشناسد و خصوصیات انسانیت را در درون خود رشد دهد و به کمال برساند.
به اعتقاد او، خودشناسی مستلزم عملی بیش از تفکر صرف است و معنویت هم مانند علوم دیگر، الزاماً باید بر اساس تجربیات قابل تحقیق و بررسی، بنا شود؛ لذا آنچه وی در قالب تعالیم مکتوب و شفاهی خود منتقل کرده، نتیجه مستقیم تجربیات شخصی اوست و نه فقط تفکرات فلسفی.

## آثار مکتوب
الهی عملاً بعد از بازنشستگی بود که بیشتر به تبیین و ارائه اندیشه خویش به صورت مکتوب همت گماشت. دو کتاب تحقیقی در زمینه‌های دینی و معنوی تألیف کرد و شرحی بر یکی از تصانیف پدر خود نوشت. وجوه عملی اندیشه معنوی الهی در زمینه خودشناسی و خداشناسی، بیشتر در قالب گفتار و به صورت تعلیمات شفاهی به دوستان و شاگردانش تا هنگام درگذشت او در سال ۱۳۵۳ ادامه داشت. تاکنون دو مجلد از گفتارهایش در جلسات درس، با استفاده از یادداشت‌های شاگردانش، با نام «آثارالحق» به چاپ رسیده است.
اولین کتاب نورعلی الهی به نام برهان‌الحق در سال ۱۳۴۲ شمسی انتشار یافت. این کتاب اولین بررسی مستند و جامع از تاریخ، منشأ، اعتقادات، اصول بنیادین، اصل آئین و مرام اهل حق است. انتشار «برهان‌الحق» در تاریخ اهل حق از اهمیت ویژه‌ای برخوردار است، زیرا اصول این مسلک تا قبل از انتشار «برهان‌الحق» تدوین نشده بود.
در فصول مختلف کتاب، مقولاتی از عقاید اهل حق از جمله پیدایش عالم، رمزگشایی اصطلاحات، اصل مظهریت، مُعادشناسی، مراحل مختلف حقیقت و غیره به‌طور مفصل توضیح داده شده است. ملحقات کتاب، پاسخ او به سؤالاتی است که خوانندگان پس از اولین چاپ کتاب مطرح کرده‌اند.
«حاشیه بر حق‌الحقایق» در سال ۱۳۴۶ منتشر شد. این رساله کوچک شامل توضیحاتی است بر بعضی از اصطلاحات کتاب «شاهنامه حقیقت» اثر حاج نعمت‌الله مکری جیحون‌آبادی، پدر نورعلی الهی. او در این رساله، به توضیح بعضی اصطلاحات پیچیده و تعبیرات شاعرانه پدرمی‌پردازد. در این میان ابهامات تاریخی، موضوع مظهریت و تناقض‌هایی که ممکن در کتاب به نظر برسد را رفع نموده است. همچنین «حاشیه بر حق‌الحقایق» براین نکته تأکید دارد که مطالب ارائه شده در کتاب «شاهنامه حقیقت» همگی مبتنی بر واقعیات رمزآمیز باطنی می‌باشند نه افسانه‌های اساطیری.
کتاب معرفت الروح در سال ۱۳۴۸ انتشار یافت. «معرفت الروح» همان‌طور که از نامش مشخص است، به مسائل روح، شامل اثبات وجود و بقای آن می‌پردازد. در این کتاب موضوعات دیگری از جمله، خدا، برزخ، معاد، رستاخیز بررسی شده‌اند. وی هر یک از این مسائل را از دیدگاه‌های مختلف مورد بحث قرار داده و در فصل هشتم کتاب، به منظور روشن‌تر شدن موضع اصلی پیروان نظریهٔ سیرتکامل و رفع شبهات احتمالی، علل مردود بودن نظریهٔ تناسخ نزد علما و فلاسفه را توضیح داده و تفاوت آن را با نظریهٔ سیرتکامل بیان می‌کند.
کتاب معرفت‌الروح در سال ۲۰۰۱ با عنوان CONNAISSAMCE DE L'AME توسط کلارا دویل به زبان فرانسه ترجمه شد. و در سال ۲۰۰۷ با عنوان Knowing the spirit توسط جیمز موریس پروفسور بخش الهیات دانشگاه بوستون، به انگلیسی ترجمه شد.
علاوه بر این، تألیفات دیگری از او به جای مانده که تاکنون منتشر نشده است. در میان این آثار، مقالاتی چند به منظور پیشنهاد اصلاح پاره‌ای قوانین قضایی، در زمان اشتغال به کار قضایی، نوشته شده است. سایر آثار، حاصل پژوهش‌های وی در حوزهٔ معنویت و اخلاق و دین است.

## موسیقی
موسیقی معنوی در زندگی نورعلی الهی نقشی اساسی داشت. هنگامی که نواختن تنبور را آغاز کرد شش سالی بیش نداشت، علاقهٔ وی به تنبور و تمرین‌های مستمر سبب شد که در مدت کمتر از سه سال به مهارت خارق‌العاده‌ای در نواختن تنبور دست یابد و در سن نه سالگی استاد این ساز محسوب شود.
موسیقی وی، ریشه در سنتی دیرینه دارد که در طول قرون سینه به سینه از نسلی به نسل دیگر منتقل شده است. بر طبق این سنت، در جمع‌های معنوی، متون مقدس را با صدای موزون می‌خواندند. این نغمه‌ها معمولاً همراه می‌شد با سازهای مختلفی چون تنبور، نی، و دف.
از نقش‌های اصلی او در اعتلای موسیقی تنبور یکی این است که رپرتوار ساده و ابتدایی این ساز را به مجموعه‌ای دقیق، پیچیده، فنی و هنری تبدیل کرد. هر چند که موسیقی او مبتنی بر سنتی کهن است، اما از بسیاری جهات، پدیده‌ای است کاملاً بدیع که مختص شخص اوست. ساخته‌ها و بدیهه‌نوازی‌های فراوان او از لحاظ عمق، پیچیدگی، تنوع، رنگ، لحن و دامنه وسیع عواطفی که برمی‌انگیزد، به هیچ‌یک از قطعاتی که پیش از او وجود داشت، شباهت ندارد.
استادان و متخصصان موسیقی همچون موریس بژار، یهودی منوهین، موسی معروفی، ژان دورینگ و … او را موسیقی‌دانی بزرگ و استاد یگانه تنبور می‌دانستند.
نورعلی الهی، تغییرات مهمی در خود ساز نیز به وجود آورد؛ با اضافه کردن سیم سوم، صدا و رنگ‌های تأثیرگذار فراوانی را پدیدآورد و آن را با هنر آرایه‌پردازی خاص و شیوه منحصر به فرد نوازندگی‌اش که شامل به‌کارگیری هر پنج انگشت دو دست است، ترکیب کرد.
از آن جا که او موسیقی را پیش از هر چیز، وسیله‌ای برای تفکر و مراقبه می‌دانست، هرگز در مقابل عموم ساز ننواخت، و نیز هرگز قطعه‌ای را به روش حرفه‌ای ضبط نکرد.

## برخی گواهان
موسی معروفی، مجله موزیک ایران، شماره ۹۷، خرداد - تیر ۱۳۳۹:

من خود از یکی از بزرگان اهل حق که تنبور را به‌خوبی می‌نواخت، آهنگی شنیدم که آن را در مجالس مخصوص نیاز به‌کار می‌برند. چنان منقلب و پریشان شدم که گویی در این عالم نیستم و عجب در این است که تا چند ساعت مست و بی‌خود بودم و توجهی به دنیا و عالم ماده نداشتم، بعداً که به حال طبیعی برگشتم پیش خود گفتم یاللعجب، اگر موسیقی این است، پس آنکه هر روزه از رادیو می‌شنوم چیست؟

روح‌الله خالقی، سرگذشت موسیقی ایران، جلد ۱ صفحه ۱۴۵:

در قدیم دو نوع تنبور بوده است، تنبور خراسانی و تنبور بغدادی. این ساز دو سیم داشته و مضرابی بوده که با انگشتان دست راست نواخته می‌شده و هم‌اکنون در کردستان معمول است. حتی در تهران یکی از قضات محترم دادگستری که شاید نخواهد نامش را ذکر کنم این ساز را در نهایت خوبی می‌نوازد و نواهای قدیم موسیقی کُرد را که خود بحث جداگانه‌ای است، در کمال زیبایی اجرا می‌کند. اسامی نغمات، تماماً فارسی خالص است و کمتر به موسیقی امروز ما شباهت دارد.

## میراث

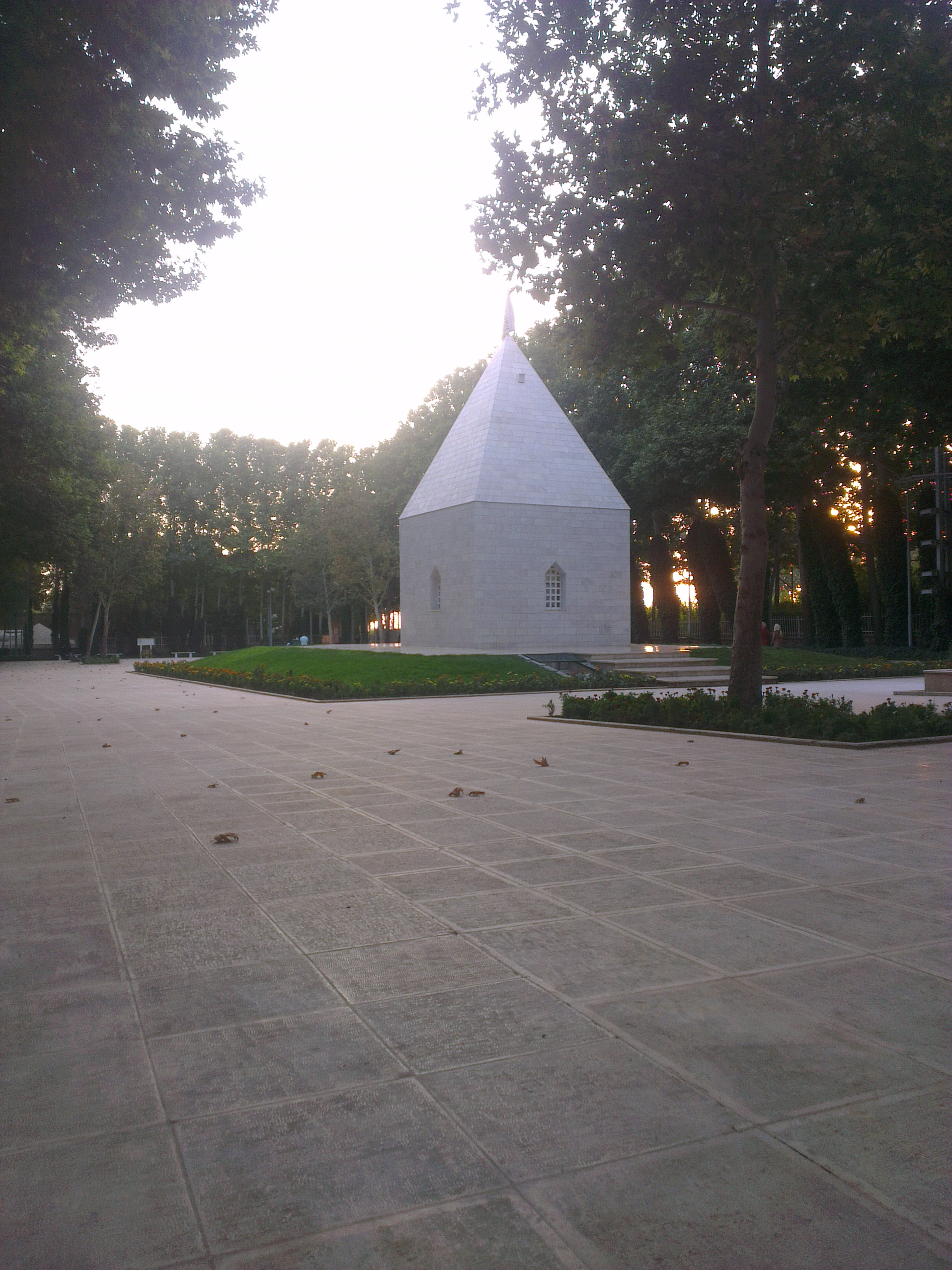
بنای یادبود بر مزار نورعلی الهی واقع در هشتگرد، کوی نور

در دوران بازنشستگی وی، افرادی از طبقات اجتماعی مختلف به حضورش می‌آمدند. با گذشت زمان تعلیمات او، افراد تحصیل کرده شهری را بیشتر جذب می‌کرد. با این همه در میان حاضران از روستایی بی‌سواد تا دکتر الهیات، از تاجر تا هنرمند مشاهده می‌شد.
نورعلی الهی بیست و هفتم مهر ماه ۱۳۵۳ شمسی در سن ۷۹ سالگی در تهران درگذشت. بعدها بنای یادبودی بر مزارش واقع در هشتگرد، کوی نور بنا شد.
پس از درگذشت وی، پسرش بهرام الهی (متولد ۱۳۱۰) استاد سابق کرسی جراحی اطفال، چندین کتاب در مورد فلسفه و تعلیمات نورعلی الهی منتشر نموده است.

## سده استاد الهی

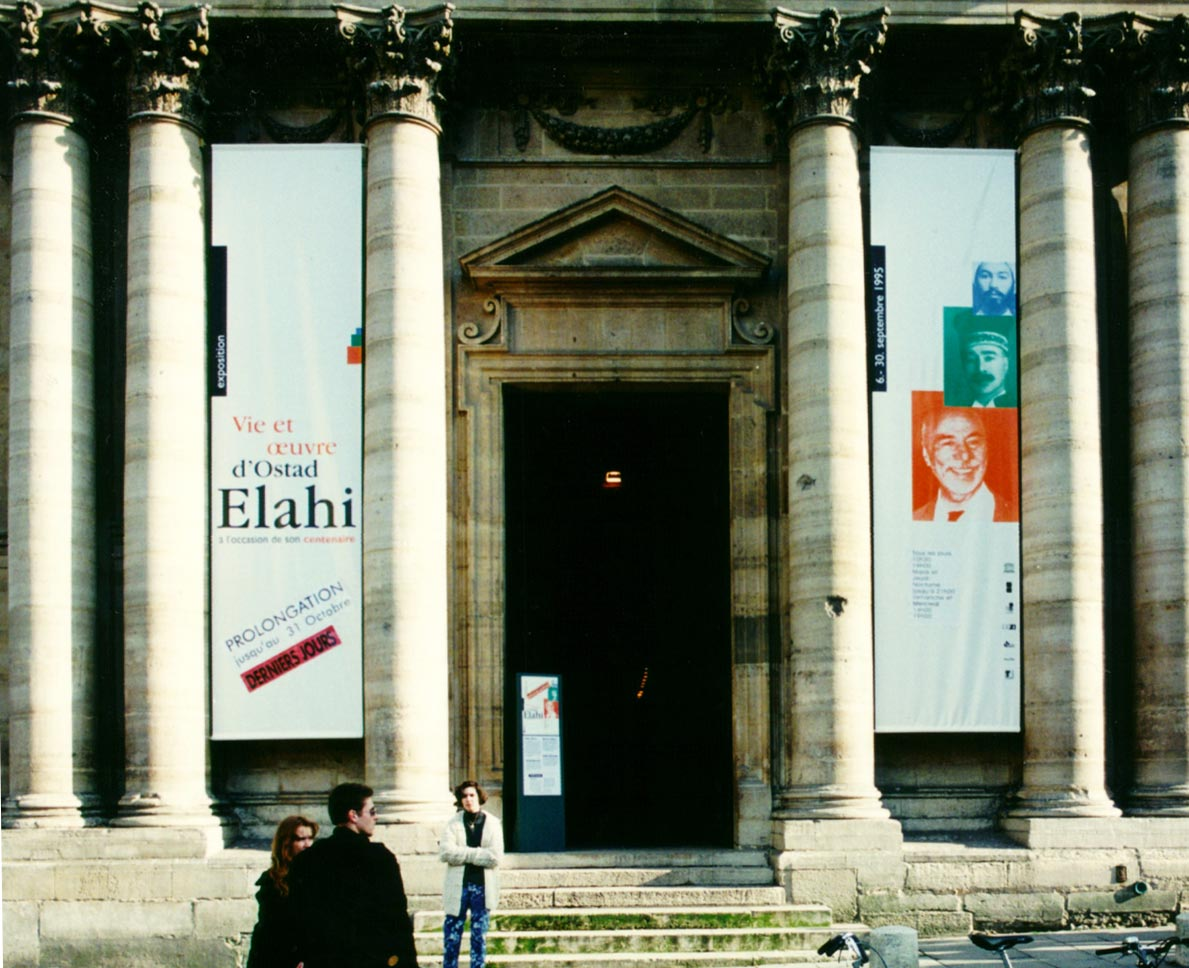
نمایشگاه زندگی و آثار استاد الهی در نمازخانه دانشگاه سوربن

به مناسبت یک‌صدمین سال تولد نورعلی الهی (استاد الهی) در شهریور ۱۳۷۴ (سپتامبر ۱۹۹۵ میلادی)، چندین سمپوزیوم تحت عنوان «معنویت: کثرت و وحدت» در برخی از دانشگاه‌های جهان (پاریس، لندن، نیویورک و لس‌آنجلس) برگزار شد. کارشناسان در رشته‌های علوم، حقوق، ادبیات و موسیقی نظریات خود را بر اساس مضمون «معنویت: کثرت و وحدت» منعکس کردند. به مناسبت سده استاد الهی از تاریخ ۱۵ شهریور الی ۹ آبان ۱۳۷۴ نمایشگاهی به نام «زندگی و آثار استاد الهی» در نمازخانه دانشگاه سوربن پاریس، با پشتیبانی یونسکو، وزارت فرهنگ فرانسه و با همکاری فرهنگستان پاریس برگزار شد.
نمایشگاه شامل سه بخش بود که سه دوران زندگی وی را در بر می‌گرفت:
- سحر (۱۲۷۴–۱۳۰۹)؛ دوران کودکی و جوانی.
- طلوع (۱۳۰۹–۱۳۳۶)؛ حضور در اجتماع و دوران اشتغال به قضاوت.
- قرص کامل (۱۳۳۶–۱۳۵۳)؛ دوران بازنشستگی و تلاش در کار تحقیق و آزمودن معنویت در اجتماع.

## سمپوزیوم‌ها
- پاریس، دانشگاه سوربن، ۲۰–۱۶ شهریور ۱۳۷۴[۳۷]
- لندن، دانشگاه لندن، ۲۰ شهریور ۱۳۷۴[۳۷]
- نیویورک، دانشگاه نیویورک، تالار بزرگ سخنرانی متروپولیتن لایف، ۳۱ شهریور الی ۲ مهر ۱۳۷۴[۳۷]
- لس‌آنجلس، دانشگاه کالیفرنیا، ۸ مهر ۱۳۷۴[۳۷]

## نمایشگاه تنبور مقدس، هنر استاد الهی در موزه متروپولیتن
نمایشگاهی با عنوان «تنبور مقدس: هنر استاد الهی» The Sacred Lute: The Art of Ostad Elahi
از تاریخ ۵ آگوست ۲۰۱۴ تا ۱۱ ژانویه ۲۰۱۵ نمایشگاهی در موزه متروپولیتن نیویورک با پشتیبانی یونسکو برگزار شد. در این نمایشگاه هم‌زمان به دو جنبه زندگی استاد الهی، تحولی که در هنر تنبور و تنبورنوازی به وجود آورد و طرز تفکر ابداعی او در جستجوی حقیقت و خودشناسی، پرداخته شد.
بیش از ۱۰۰۰۰۰ تماشاگر از این نمایشگاه بازدید کردند.
گالری آلات موسیقی موزه متروپولیتن که مدت زمانی به علت بازسازی تعطیل شده بود اخیراً بازگشایی شده است، در این گالری بخشی به معرفی تأثیرگذارترین موسیقی‌دانان قرن بیستم اختصاص داده شده. چند سال بعد از نمایشگاه تنبور مقدس هنر استاد الهی، بنا به درخواست موزه متروپولیتن یکی از تنبورهای استادالهی به مدت پنج سال به صورت امانت در اختیار این بخش از موزه قرار داده شده است.
تنبور دارای دو سیم بوده و استاد الهی با افزودن سیم سومی این ساز را متحول کرده است.همچنین هنگام نواختن، از ده انگشت دست استفاده می‌کرده که تکنیک نوینی در نواختن تنبور ابداع کرده است.

## آثار

### کتاب‌ها
- معرفت الروح
- برهان‌الحق
- حاشیه بر حق‌الحقایق
- آثار الحق جلد ۱ و ۲
- Hundred Maxims of Guidance, Publisher: Robert Laffont
- Words of Faith: Prayers of Ostad Elahi, Publisher: Robert Laffont

### آثار منتشر شده در خصوص فلسفه او
- راه کمال، بهرام الهی، انتشارات لیژن (Leejon)
- طب روح، بهرام الهی، انتشارات دروی (Dervy)
- معنویت یک علم است، بهرام الهی، انتشارات دروی (Dervy)
- مبانی معنویت فطری، بهرام الهی، انتشارات دروی (Dervy)
- پایه‌های سیر کمال روحی: راهنمای عملی، بهرام الهی، انتشارات پنج

### آثار موسیقی منتشر شده بر روی لوح فشرده
- موسیقی برای ذهن (Music for the Mind)
- موسیقی برای ذهن۲ (Music for the Mind2)
- تنبور مقدس: هنر استاد الهی (The Sacred Lute: The Art Of Ostad Elahi)
- بیداری (Awakening)
- سماع‌های آسمانی (Celestial Danses)
- آبشار (Cascade)
- اذکار عرفانی (Mystical Orison)
- نواهای آسمانی (Celestial Harmonies)
- حماسه معنوی(A Spiritual Epic)
- گفتگو با دوست (Dialogue with the Beloved)
- راه عشق الهی (The Paths of Divine Love)
- موسیقی ملکوتی استاد الهی (The Celestial Music of Ostad Elahi)
- مقصد(destinations)
- حضور (Presence)